# Плотниця (річка)
Плотниця — річка річка в Україні та Білорусі, що протікає в Олевському й Лельчицькому районах Житомирської та Гомельської областей, права притока Уборті (басейн Прип'яті).

## Опис
Довжина річки 24 км., похил річки — 0,75 м/км. Формується з багатьох безіменних струмків. Площа басейну 144 км².

## Розташування
Плотниця бере початок на сході від села Рудня-Озерянська. Спочатку тече на північний захід, а потім на північний схід. Перетинає межу українсько-білоруського кордону на північному заході від села Селезівка. В межах села Тартак впадає в річку Уборть, притоку Прип'яті.

## Риби Плотниці
У річці водяться верховодка звичайна, пічкур, бистрянка звичайна та плітка звичайна.